# (993) Moultona
(993) Moultona es un asteroide que forma parte del cinturón de asteroides y fue descubierto por Georges Achille van Biesbroeck el 12 de enero de 1923 desde el Observatorio Yerkes de Williams Bay, Estados Unidos.

## Designación y nombre
Moultona se designó inicialmente como 1923 NJ.
Más tarde fue nombrado en honor del astrónomo estadouniddense Forest Ray Moulton (1872-1952).

## Características orbitales
Moultona orbita a una distancia media del Sol de 2,862 ua, pudiendo acercarse hasta 2,728 ua y alejarse hasta 2,995 ua. Tiene una excentricidad de 0,04667 y una inclinación orbital de 1,775°. Emplea en completar una órbita alrededor del Sol 1768 días.
Moultona forma parte de la familia asteroidal de Coronis.